# Новояворівська міська рада
Новоя́ворівська міська́ ра́да — орган місцевого самоврядування у Яворівському районі Львівської області. Адміністративний центр — місто Новояворівськ.

## Загальні відомості
- Територія ради: 272,8 км²
- Населення ради: 51605 осіб (станом на 2021 рік)

## Населені пункти
Міській раді підпорядковані населені пункти:
- м.Новояворівськ,  смт. Шкло і 20 сіл:
- Бердихів
- Воля-Добростанська
- Воля-Старицька
- Добростани
- Кам'янобрід
- Качмарі
- Кертинів
- Когути
- Ліс
- Молошковичі
- Мужиловичі
- Підлуби
- Прилбичі
- Рулево
- Солиги
- Стадники
- Старичі
- Стені
- Терновиця
- Чолгині

## Склад ради
Рада складається з депутатів та голови.
- Голова ради: Мацелюх Володимир Ярославович

### Депутати
За результатами місцевих виборів 2010 року:
- Кількість депутатських мандатів у раді: 36
- Кількість депутатських мандатів, отриманих кандидатами у депутати за результатами виборів: 35
- Кількість депутатських мандатів у раді, що залишаються вакантними: 1

#### За суб'єктами висування
| Суб'єкт висування                                       | Кількість обраних депутатів | %    |
| ------------------------------------------------------- | --------------------------- | ---- |
| Політична партія «Фронт Змін»                           | 15                          | 42,9 |
| Політична партія Всеукраїнське об'єднання «Свобода»     | 8                           | 22,9 |
| Політична партія Народний Рух України                   | 5                           | 14,3 |
| Політична партія Всеукраїнське об'єднання «Батьківщина» | 4                           | 11,4 |
| Політична партія «Наша Україна»                         | 2                           | 5,7  |
| Політична партія Українська Національна Асамблея        | 1                           | 2,9  |

#### За округами
| № округу                                                | Прізвище, ім'я, по батькові     | Дата визнання обраним | Освіта         | Партійна приналежність                        | Відомості про обраного депутата                                                                       |
| ------------------------------------------------------- | ------------------------------- | --------------------- | -------------- | --------------------------------------------- | --- |
| Політична партія Всеукраїнське об’єднання "Батьківщина" |                                 |                       |                |                                               | |
| б/м                                                     | Червоний Орест Володимирович    | 05.11.2010            | Освіта вища    | член Всеукраїнського об’єднання "Батьківщина" | ОСББ "Наш Явір", голова об’єднання                                                                    |
| б/м                                                     | Дубик Віктор Ярославович        | 05.11.2010            | Освіта вища    | член Всеукраїнського об’єднання "Батьківщина" | Новояворівський МНВК, директор                                                                        |
| б/м                                                     | Мацюра Іван Григорович          | 05.11.2010            | Освіта вища    | член Всеукраїнського об’єднання "Батьківщина" | СП "Електротехсервіс", директор                                                                       |
| 16                                                      | Ніконенко Олександр Сергійович  | 05.11.2010            | Освіта вища    | член Всеукраїнського об’єднання "Батьківщина" | приватний підприємець                                                                                 |
| Політична партія Всеукраїнське об’єднання "Свобода"     |                                 |                       |                |                                               | |
| б/м                                                     | Левицький Роман Степанович      | 05.11.2010            | Освіта вища    | член Всеукраїнського об’єднання "Свобода"     | Новояворівська РЛ №1, завідувач відділенням                                                           |
| б/м                                                     | Дацко Анна Михайлівна           | 05.11.2010            | Освіта вища    | член Всеукраїнського об’єднання "Свобода"     | приватний підприємець                                                                                 |
| б/м                                                     | Струс Наталя Ігорівна           | 05.11.2010            | Освіта вища    | член Всеукраїнського об’єднання "Свобода"     | Воля-Добростанська загальноосвітня школа І-ІІ ст., вчитель                                            |
| б/м                                                     | Юпин Андрій Володимирович       | 05.11.2010            | Освіта вища    | член Всеукраїнського об’єднання "Свобода"     | тимчасово не працює                                                                                   |
| б/м                                                     | Пелиньо Богдан Васильович       | 05.11.2010            | Освіта середня | член Всеукраїнського об’єднання "Свобода"     | приватний підприємець                                                                                 |
| 4                                                       | Бурдяк Іван Михайлович          | 05.11.2010            | Освіта середня | член Всеукраїнського об’єднання "Свобода"     | приватний підприємець                                                                                 |
| 9                                                       | Скобало Юрій Миколайович        | 05.11.2010            | Освіта середня | член Всеукраїнського об’єднання "Свобода"     | приватний підприємець                                                                                 |
| 14                                                      | Глова Василь Степанович         | 05.11.2010            | Освіта вища    | член Всеукраїнського об’єднання "Свобода"     | Приватне підприємство науково-технічних послуг "Обрій", заступник директора                           |
| Політична партія Народний Рух України                   |                                 |                       |                |                                               | |
| б/м                                                     | Бійчук Віталій Володимирович    | 05.11.2010            | Освіта вища    | член Народного Руху України                   | Приватне акціонерне товариство телерадіокомпанія "Люкс", ведучій ефіру                                |
| б/м                                                     | Либа Олександра Ярославівна     | 05.11.2010            | Освіта вища    | член Народного Руху України                   | Дошкільний навчальний заклад №1, методист                                                             |
| 1                                                       | Кушнір Ірина Миколаївна         | 05.11.2010            | Освіта вища    | член Народного Руху України                   | Новояворівська загальноосвітня школа №1, вчитель                                                      |
| 3                                                       | Ястремська Леся Михайлівна      | 05.11.2010            | Освіта вища    | член Народного Руху України                   | Навчально-виховний комплекс "Середня загальноосвітня школа II ст. - ліцей" м. Новояворівська, вчитель |
| 12                                                      | Миклуш Тетяна Федорівна         | 05.11.2010            | Освіта вища    | член Народного Руху України                   | Палац культури "Кристал", керівник народної циркової студії «Веселка»                                 |
| Політична партія "Наша Україна"                         |                                 |                       |                |                                               | |
| б/м                                                     | Шараневич Ярослав Васильович    | 05.11.2010            | Освіта вища    | член Політичної партії "Наша Україна"         | ТзОВ "Інженерно-виробничий центр, директор                                                            |
| б/м                                                     | Паславський Віталій Зіновійович | 05.11.2010            | Освіта вища    | член Політичної партії "Наша Україна"         | Новояворівська міська Рада, секретар ради                                                             |
| Політична партія Українська Національна Асамблея        |                                 |                       |                |                                               | |
| 8                                                       | Калітовський Василь Дмитрович   | 05.11.2010            | Освіта вища    | позапартійний                                 | Новояворівська загальноосвітня школа №2, вчитель                                                      |
| Політична партія "Фронт Змін"                           |                                 |                       |                |                                               | |
| б/м                                                     | Цюваник Андрій Богданович       | 05.11.2010            | Освіта вища    | член Політичної партії "Фронт Змін"           | Яворівська СЕС, лікар по комунальній гігієні                                                          |
| б/м                                                     | Павлійчук Сергій Петрович       | 05.11.2010            | Освіта вища    | член Політичної партії "Фронт Змін"           | ТзОВ "Нікомед України", менеджер з продажу медпрепаратів                                              |
| б/м                                                     | Магера Інна Петрівна            | 05.11.2010            | Освіта вища    | член Політичної партії "Фронт Змін"           | Новояворівська міська Рада, економіст                                                                 |
| б/м                                                     | Вахула Василь Васильович        | 05.11.2010            | Освіта вища    | член Політичної партії "Фронт Змін"           | приватний підприємець                                                                                 |
| б/м                                                     | Майгер Юрій Юрійович            | 05.11.2010            | Освіта вища    | член Політичної партії "Фронт Змін"           | Львівська політехніка, студент                                                                        |
| 2                                                       | Стень Ірина Василівна           | 05.11.2010            | Освіта вища    | член Політичної партії "Фронт Змін"           | Новояворівський професійний ліцей, вчитель                                                            |
| 5                                                       | Балушка Ірина Миколаївна        | 05.11.2010            | Освіта вища    | член Політичної партії "Фронт Змін"           | ТзОВ "Асоціація-СП", менеджер                                                                         |
| 6                                                       | Шавало Степан Ярославович       | 05.11.2010            | Освіта вища    | позапартійний                                 | приватний підприємець                                                                                 |
| 7                                                       | Пелиньо Олесь Іванович          | 05.11.2010            | Освіта вища    | член Політичної партії "Фронт Змін"           | приватний підприємець                                                                                 |
| 10                                                      | Величко Дмитро Іович            | 05.11.2010            | Освіта вища    | член Політичної партії "Фронт Змін"           | Новояворівська загальноосвітня школа №1, вчитель                                                      |
| 11                                                      | Пекар Володимир Васильович      | 05.11.2010            | Освіта вища    | член Політичної партії "Фронт Змін"           | приватний підприємець                                                                                 |
| 13                                                      | Харамбура Святослав Олегович    | 05.11.2010            | Освіта вища    | член Політичної партії "Фронт Змін"           | приватний підприємець                                                                                 |
| 15                                                      | Костюк Олександр Вікторович     | 05.11.2010            | Освіта вища    | член Політичної партії "Фронт Змін"           | тимчасово не працює                                                                                   |
| 17                                                      | Джулай Галина Романівна         | 05.11.2010            | Освіта вища    | член Політичної партії "Фронт Змін"           | Новояворівський МНВК, заступник директора                                                             |
| 18                                                      | Цюваник Богдан Ігорович         | 05.11.2010            | Освіта вища    | член Політичної партії "Фронт Змін"           | приватний підприємець                                                                                 |